# 寺川里奈
寺川 里奈（てらかわ りな、1993年2月4日 - ）は、日本の女優、モデル、タレント。ケイファクトリーを経て、東宝芸能所属。

## 人物と活動
- 神奈川県小田原市生まれ。
- 地元の中学校を卒業後、2008年4月に神奈川県立小田原総合ビジネス高等学校[注釈 1]総合ビジネス科へ進学。
- 高校3年生時に東京都内でスカウトされ、芸能事務所のケイファクトリーと契約した。本名を芸名とし、2010年より芸能活動をスタートさせた。
- 2011年3月、神奈川県立小田原総合ビジネス高等学校総合ビジネス科を卒業。
- 2011年4月、日本ヒューマンセレモニー専門学校トータルプロデュース学科[注釈 2]へ進学。
- 2011年12月よりドラマ『スイッチガール!!』に左近役で出演。第1話ではボスザルこと城ヶ崎麗香役の波瑠と右近役の木下あかりと共に制服のスカートをおろされた挙句、粉状のトイレ用洗剤を浴びせられた。
- 2013年3月、日本ヒューマンセレモニー専門学校トータルプロデュース学科を卒業。
- 2023年4月、イギリスに留学することを公表[1]。

## 資格や特技
- 公的資格：第1種普通自動車免許、ウェディングプランナー
- 趣味特技：モダンバレエ、ソフトテニス、水泳、スキー

## 出演

### 舞台
- ケイファクトリー プロデュース公演 俳優教室（本多劇場楽園）（2013年）
- 東京演者兄弟会 tABu オアシス〜僕らのいるべき場所（新宿SPACE107）（2013年）
- タスマニアタイガー RUN.1助走で序奏 Persona Train（兎亭）（2013年）
- ケイファクトリープロデュース公演 STAND BY（赤坂レッドシアター）（2014年）
- 劇団た組。第15回目公演　トラム版 壁蝨（脚本・演出：加藤拓也、シアタートラム）（2017年）

### 映画
- ×ゲーム2（監督：山田雅史、2012年）
- L♡DK（監督：川村奉祐、2014年）
- 悪夢ちゃん The 夢ovie（監督：佐久間紀佳、2014年）
- ステップ（監督：林正明、2015年） - 主演
- 高校教師（山形国際ムービーフェスティバル「MOVIE ON 賞」受賞　2015年） - 主演
- 日々こもごも（日本映画大学制作作品　2016年） - 主演
- 残穢【ざんえ】‐住んではいけない部屋‐（監督：中村義洋、2016年）
- 犬鳴村（監督：清水崇、2020年）

### テレビドラマ
- 私が初めて創ったドラマシリーズ 奉納イデア毛抜き祭り（NHK 2010年）
- 金曜ナイトドラマ「秘密」（テレビ朝日 2010年） - レギュラー
- プロポーズ兄弟〜生まれ順別 男が結婚する方法〜（フジテレビ 2011年）
- 四つ葉神社ウラ稼業 失恋保険〜告らせ屋〜（読売テレビ 2011年） - レギュラー
- スイッチガール!!（CSフジ 2012年） - レギュラー
- 13歳のハローワーク（テレビ朝日 2012年）
- パパドル!（フジテレビ 2012年）
- 塔馬教授の天才推理 陰岐島の黄金伝説殺人事件（フジテレビ 2012年）
- 金曜ロードSHOW! ドラマ企画「家族、貸します 〜ファミリー・コンプレックス〜」（日本テレビ 2012年）
- 月曜ゴールデン「ヤメ刑探偵 加賀美塔子2」（TBS 2012年）
- 悪夢ちゃん（日本テレビ 2012年） - レギュラー
- スイッチガール!!2（CSフジ 2012年） - レギュラー
- でたらめヒーロー（読売テレビ 2013年）
- なるようになるさ。（TBS 2013年）
- ほんとにあった怖い話 夏の特別編2013 影の暗示（フジテレビ 2013年）
- 孤独のグルメ Season3 第12話 （2013年9月25日、テレビ東京）- 猫カフェ女性店員 役
- 水曜ミステリー9「カメラマン亜愛一郎の迷宮推理」（TBS 2013年）
- 戦力外捜査官（日本テレビ 2014年）
- 悪夢ちゃんスペシャル（日本テレビ 2014年）
- ビンタ!〜弁護士事務員ミノワが愛で解決します〜（読売テレビ・日本テレビ系 2014年）
- 1964から2020へ 惨敗から立ち上がれ〜水泳王国ニッポンへの道〜 第2部（NHK BS1 2016年）
- ドラマでぶせん（日本テレビ・Hulu 2016年） - レギュラー
- 天才バカボン2（日本テレビ 2017年）
- 女囚セブン（テレビ朝日 2017年） - レギュラー
- ボク、運命の人です。（日本テレビ 2017年）
- anone（日本テレビ 2018年）
- ヒーローを作った男 石ノ森章太郎物語「24時間テレビ ドラマスペシャル」（日本テレビ 2018年）
- ドロ刑 警視庁捜査三課（日本テレビ 2018年）
- 病院の治しかた〜ドクター有原の挑戦〜（テレビ東京 2020年） - 本郷真理
- 知らなくていいコト（日本テレビ 2020年）
- 病院の治しかた〜ドクター有原の挑戦〜スペシャル（テレビ東京 2021年） - 本郷真理
- 二月の勝者-絶対合格の教室-（日本テレビ 2021年） - 森あおい
- 悪女（わる）働くのがカッコ悪いなんて誰が言った? 第5話・第6話（日本テレビ 2022年）- 萬田志津香

### CM
- NTTドコモ dヒッツ 「ぼくらのテッパン篇」（2015年-2016年）
- 中西製作所　総合厨房機器メーカー「リクルートＣＭ」（2019年-）
- 花王　ビオレ 「冷メンテマスク誕生篇」（2022年）
- 都道府県民共済　TVCM 「早くて助かる」篇（2022年）